# 최후의 심판 (로히어르 판 데르베이던)

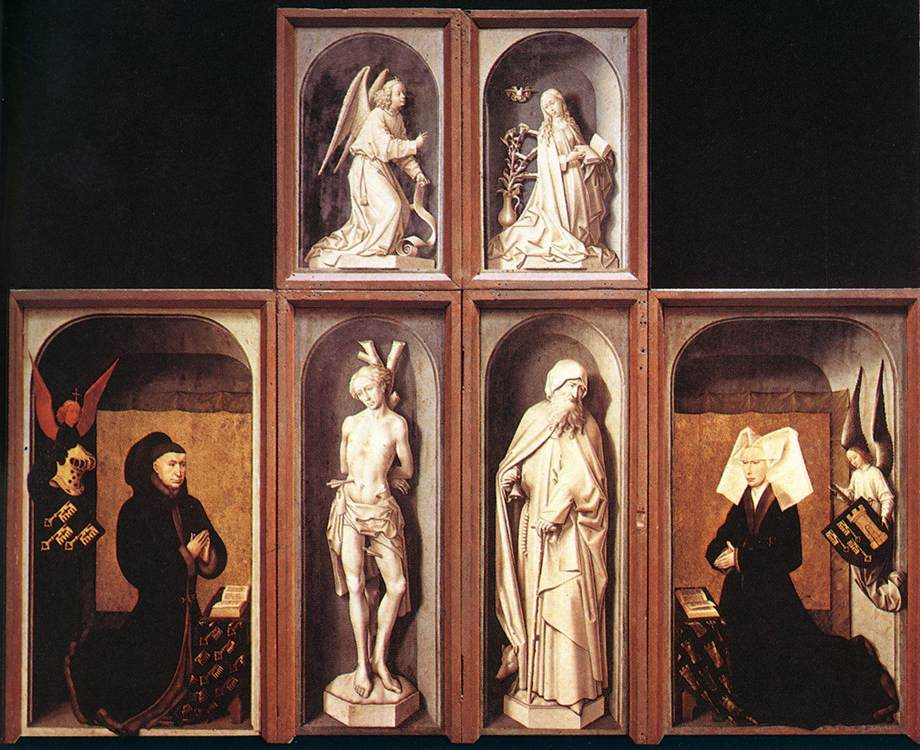
날개를 접은 6개 패널의 모습, 멀리 있는 날개에 기증자들이 무릎을 꿇고 있는 모습

최후의 심판(The Last Judgement)은 네덜란드 초기 화가 로히어르 판 데르베이던이 1443년에서 1451년경에 제작한 대형 플랑드르파 제단화로, 참나무 패널에 유화로 그린 후 나중에 캔버스에 옮겨 그린 그림이다. 9개의 패널에 15점의 그림이 그려져 있으며, 그중 6점은 양면에 그려져 있다. 당시로서는 드물게 원래 틀의 일부가 그대로 남아 있다.
바깥쪽 패널(또는 셔터) 중 6개에는 접을 수 있는 경첩이 있어 닫으면 성인과 기부자들의 모습이 보인다. 안쪽 패널에는 두 개의 레지스에 걸쳐 최후의 심판 장면이 그려져 있다. 가운데의 큰 패널은 양쪽 레지스에 걸쳐 있으며, 무지개 위에 앉아 심판하는 그리스도를 묘사하고 있고, 그 아래에는 대천사 미카엘 (대천사)이 저울을 들고 영혼의 무게를 재는 모습이 그려져 있다. 아래쪽 레지스 패널들은 연속적인 풍경을 형성하며, 가장 오른쪽 패널은 천국 (기독교)의 문을, 가장 왼쪽 패널은 지옥 (기독교)의 입구를 보여준다. 이 두 그림 사이에는 죽은 자들이 무덤에서 부활하는 모습이 묘사되어 있으며, 중앙 패널에서 심판을 받은 후 최종 목적지로 이동하는 모습이 묘사되어 있다.
이 제단화는 1443년 프랑스 동부 본의 오스피스(Hospices de Beaune)를 위해 부르고뉴 공국의 재상 니콜라 롤랭(Nicolas Rolin)과 그의 아내 기고네 드 살랭(Guigone de Salins)이 의뢰하여 제작되었다. 살랭은 제단화가 있던 자리 앞에 묻혔다. 현재 제단화는 상태가 좋지 않는다. 20세기에 햇빛을 차단하고 매년 약 30만 명의 방문객을 막기 위해 옮겨졌기 때문이다. 페인트가 심하게 손상되고, 색이 짙어지고 변색되었으며, 먼지가 쌓여 있다. 또한 복원 과정에서 두꺼운 덧칠이 이루어졌다. 바깥쪽 패널의 채색된 두 면은 전시를 위해 분리되어 있으며, 전통적으로는 특정 일요일이나 교회 공휴일에만 덧칠이 이루어졌다.